# Mount Hermon (Carolina del Norte)
Monte. Hermón es un área no incorporada ubicada del condado de Alamance en el estado estadounidense de Carolina del Norte en el centro-sur del condado de Alamance, Carolina del Norte.. 